# Автаркия
Авта́рки́я (от др.-греч. αὐτάρκεια — самообеспеченность; самодостаточность) — система замкнутого воспроизводства сообщества, с минимальной зависимостью от обмена с внешней средой; экономический режим самообеспечения страны, в котором минимизируется внешний товарный оборот. В современной экономической лексике автаркией обозначают экономику, ориентированную вовнутрь, на саму себя, на развитие без связей с другими странами. В этом плане автаркия — закрытая экономика, экономика, предполагающая абсолютный суверенитет.

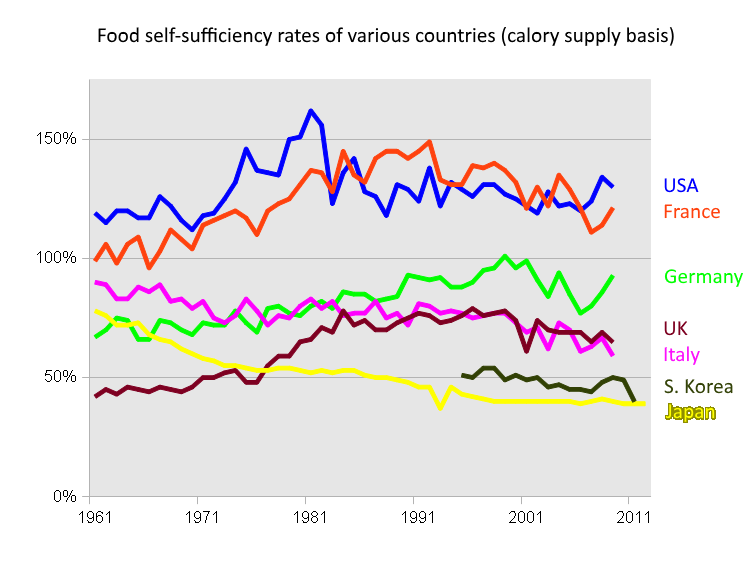
Коэффициент продовольственной самообеспеченности некоторых развитых стран

Автаркия предстаёт не столько как понятие, отражающее существующую экономическую реальность, сколько как инструмент экономического анализа. В этом инструментальном качестве автаркия позволяет показать, в какой точке между двумя полюсами — открытой экономикой и автаркией — должна находиться конкретная национальная экономика с позиций устойчивого экономического роста.
Принцип автаркии был, например, одним из ключевых моментов политической доктрины корпоратизма. Автаркия направлена на создание замкнутой, независимой экономики, способной самостоятельно обеспечить себя всем необходимым, но в этом и заключается её потенциальная неэффективность: бросая все силы на обеспечение государства всем необходимым, она рискует быть неспособной сконцентрировать силы на чём-то одном, чтобы улучшить его качество и свою производительность. Развитие автаркии в стране, по мнению некоторых экспертов, идёт вразрез с трендом развития современной мировой экономики, что в некоторых случаях приводит к экономической и, порой, технологической отсталости страны. Политика стремления к автаркии как самоцели отражает, как правило, нездоровое состояние экономики, основывается на болезненно обострённом чувстве патриотизма, не имеющем ничего общего с подлинным патриотизмом, желании избежать превращения экономики в придаток мировой экономики.
В разные годы некоторые страны стремились к автаркии (примеры: Германия, Италия, СССР, Япония и некоторые другие), но это было обусловлено вынужденными обстоятельствами. В период Второй мировой войны правящие круги Германии, Италии, Японии использовали политику автаркии как средство в борьбе за передел мира. СССР же — как средство защиты от внешнего давления. Тоталитарные режимы использовали политику автаркии ради милитаризации экономики и реализации экономической власти над населением. Нацистская доктрина автаркии была изложена Гёрингом (речь 17 декабря 1936 на заседании Прусского ландтага в Берлине) и нашла отображение в четырёхлетнем плане, который был утверждён правительством Германии в 1936 году.
Автаркия как абсолютный экономический суверенитет страны в глобальной экономике XXI века недостижима, так как торговые связи стали достаточно тесными. Идея полной автаркии на практике является утопической. То есть, абсолютная автаркия невозможна в принципе, так как в мире всегда найдётся, какая-либо вещь, которая не производится в какой-либо автаркии. Страны, которые пытались её осуществить, не смогли как следует выстроить экономику и выбраться из нищеты. Даже Северная Корея, часто приводимая в качестве примера государства с автаркической экономикой, таковой уже давно практически не является — ещё в 1994 году президентом КНДР Ким Ир Сеном был объявлен отход от идеологии чучхе (стратегии опоры на исключительно свои собственные силы) и взят курс на участие в мировой торговле.
Абсолютная автаркия в современном мире невозможна даже для больших и богатых ресурсами стран. Потому, как правило, в литературе и говорят об «автаркичных тенденциях» в экономической политике (Северной Кореи, Албании). Следовательно любая наблюдаемая на практике автаркия — относительная или частичная самодостаточность. То есть, иными словами, практически автаркическая экономика — лишь относительно самодостаточная экономика. Просто такая экономика растёт изнутри и прежде всего внутрь, не являясь, естественно, абсолютной автаркией, — внешняя торговля ведётся и довольно активно.  Уровень автаркии измеряют с помощью разных коэффициентов, в частности, отношение внешнеторгового обращения к валовому внутреннему продукту страны, части импорта важнейших ресурсов в их общем потреблении и тому подобное.

## Экономические дилеммы автаркии
Самодостаточная экономика может подвергаться воздействию эффекта масштаба в государственном и частном секторах бизнеса. Очевидно, что ряд стран в мире не имеют прямого доступа к некоторым видам сырья, таких как различные ископаемые углеводороды, пшеница или шерсть в силу таких факторов как географическое положение, размер территории, а также климат и численность населения. Таким образом, производство дефицитных ресурсов становится довольно дорогостоящим и требует больших затрат для потребителей (как отдельных граждан так и коммерческих и иных организаций), которые должны платить высшую цену за эти товары и услуги. В долгосрочной перспективе это может сделать экономику неэффективной и даже внутри страны правительство не сможет в максимальной мере использовать все доступные экономические возможности. Экономическая глобализация усилила концепцию сравнительных преимуществ. Экономики разных стран решили устранить барьеры, которые минимизируют производительность. Такими барьерами являются методы самодостаточности. Удешевление материальных расходов, доступ к целому ряду продуктов и повышения уровня жизни являются мотивационными факторами к снижению полной самодостаточности.
Черты автаркичной экономики:
- обособленность;
- технологическая структура сформирована самостоятельно;
- стремление к самостоятельности;
- доверие членов общества лишь к созданному внутри (или преимущественно созданному внутри).

Вышеуказанное порой экономически выгодно. Кроме того, для многих экономически автаркичных обществ характерно и следующее:
- плановая экономика;
- ресурсо-ориентированная экономика;
- политическое и военное противостояние внешнему сообществу.
- авторитаризм